# Juhász guvat
A juhász guvat (Laterallus jamaicensis) a madarak osztályának darualakúak (Gruiformes) rendjébe és a guvatfélék (Rallidae) családjába tartozó faj.

## Rendszerezése
A fajt Johann Friedrich Gmelin német természettudós írta le 1789-ben, a Rallus nembe Rallus jamaicensis néven. Besorolása vitatott, egyes szervezetek a Creciscus nembe helyezik Creciscus jamaicensis néven.

## Alfajai
- Laterallus jamaicensis jamaicensis (Gmelin, 1789) - az Amerikai Egyesült Államok délkeleti része, Mexikó, Belize, Costa Rica, Guatemala, Honduras, Panama, Antigua és Barbuda, a Bahama-szigetek, Bermuda, a Dominikai Köztársaság, Kuba, Haiti, Jamaica, Puerto Rico, az Amerikai Virgin-szigetek, a Brit Virgin-szigetek területén fordul elő. Vonuló alfaj, költési területe az Amerikai Egyesült Államok délkeleti részén és Mexikó csatlakozó területein van, telelni Közép-Amerika országaiba és a Nagy-Antillákra vonul. Kóborlóként előfordul a Kis-Antillák néhány részén is (Antigua és Barbuda, az Amerikai Virgin-szigetek és a Brit Virgin-szigetek) illetve a Bahama-szigeteken is és nagyon ritka kóborlóként észlelték már Bermudán is.
- Laterallus jamaicensis coturniculus (Ridgway, 1874) - Kalifornia és Arizona mocsaraiban élő, nem vonuló alfaj.
- Laterallus jamaicensis tuerosi (Fjeldsa, 1983) - kizárólag a perui Junin-tó mentén található mocsarakban élő, veszélyeztetett alfaj.
- Laterallus jamaicensis murivagans (Riley, 1916) - Peru tengerpart menti vidékein él.
- Laterallus jamaicensis salinasi (Philippi, 1857) - Argentína és Chile [1]

## Előfordulása
Az Amerikai Egyesült Államok, Mexikó, Antigua és Barbuda, a Bahama-szigetek, Bermuda, a Dominikai Köztársaság, Kuba, Haiti, Jamaica, Puerto Rico, az Amerikai Virgin-szigetek, a Brit Virgin-szigetek, Belize, Costa Rica, Guatemala, Honduras, Panama, Argentína, Brazília, Chile, Kolumbia és Peru területén honos. Természetes élőhelyei a szikes, sós és édesvízi mocsarak és tavak, főleg tengerparti sávban. Vonuló faj.

## Megjelenése
Testhossza 15 centiméter.

## Életmódja
Földi és vízi gerinctelenekből táplálkozik.

## Természetvédelmi helyzete
Az elterjedési területe rendkívül nagy, de csökken, egyedszáma 28000-92000 példány közötti és szintén csökken. A Természetvédelmi Világszövetség Vörös listáján veszélyeztetett fajként szerepel.